# Georges Parcq
Georges Parcq (auch George Parcq; * 1874 in Pontlevoy, Département Loir-et-Cher; † 1939 in Kairo) war ein französischer Architekt.

## Leben
Nach seinem Studium an der École des Beaux-Arts in Paris ließ er sich ab 1910 in Kairo nieder und war in Ägypten tätig. In Kairo entwarf er die 1928 erbaute Börse (Stock Exchange) an der Cherifein Street sowie im Jahre 1913 das Warenhaus Sednaoui am Midan Khazindar. Weitere Werke waren die Mubarak-Bibliothek und die französische Botschaft. In Alexandria wurde das Theater nach seinen Plänen errichtet.

## Bauten (Auswahl)
- 1913: Warenhaus Sednaoui, Midan Khazindar, Kairo
- 1928: Börse, Cherifein-Straße, Kairo
- um 1930: Warenhaus Sednaoui, Kairo
- Theater, Alexandria

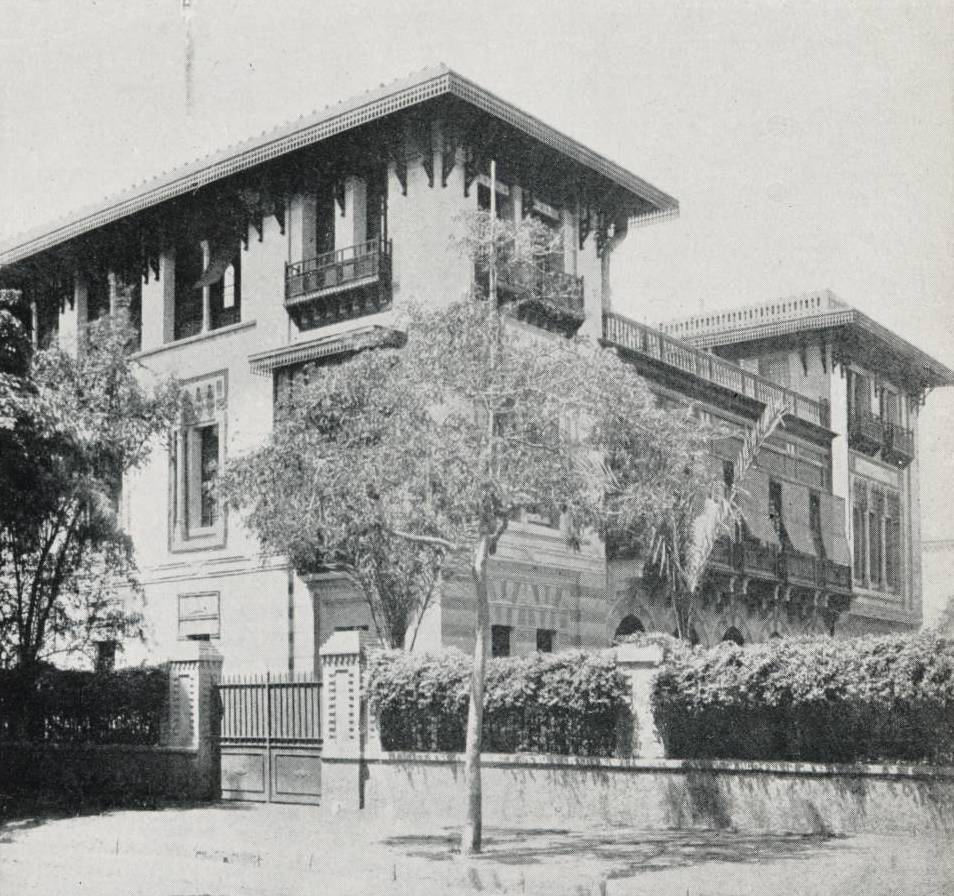
Französische Botschaft, Kairo
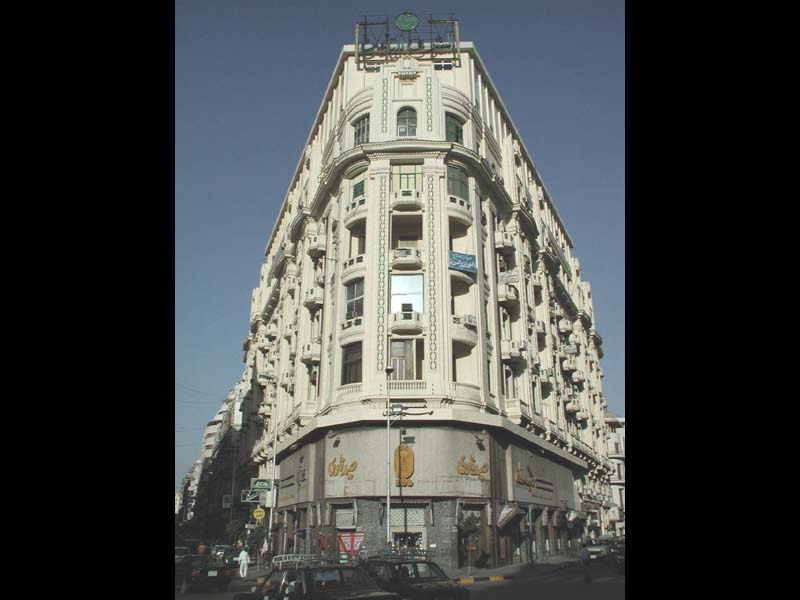
Wohngebäude Sednoui, Kairo
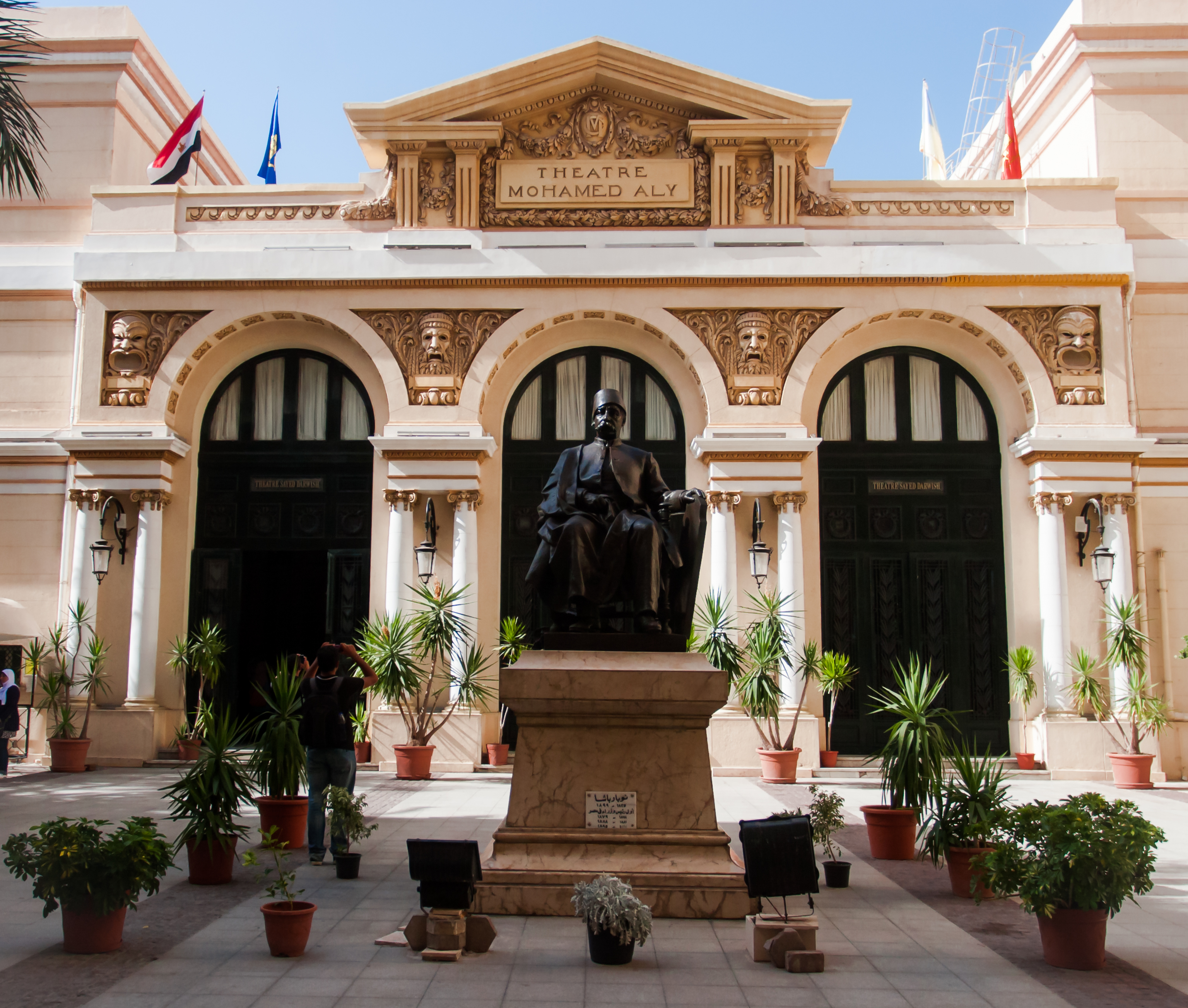
Theater, Alexandria